# Vellottamparappu
Vellottamparappu es una ciudad y nagar Panchayat situada en el distrito de Erode en el estado de Tamil Nadu (India). Su población es de 7621 habitantes (2011).

## Demografía
Según el censo de 2011 la población de Vellottamparappu era de 7621 habitantes, de los cuales 3769 eran hombres y 3852 eran mujeres. Vellottamparappu tiene una tasa media de alfabetización del 74,45%, inferior a la media estatal del 80,09%: la alfabetización masculina es del 85,06%, y la alfabetización femenina del 64,04%.